# Aeródromo de Colotlán
El Aeródromo de Colotlán o Aeródromo Insurgente Marcos Escobedo (Código ICAO:MM33 - Código DGAC: COT) es un campo de aviación ubicado 13 km al sur de Colotlán en el estado de Jalisco. Cuenta con una pista asfaltada de 2000 metros de largo y 35 metros de ancho, así como una plataforma de aviación de 6,750 metros cuadrados (75x90). Fue construido a principios de los 90's y aunque el aeródromo actuelmente se encuentra inoperativo, fue objeto de derrama económica que benefició a 12 municipios en Jalisco y 7 en Zacatecas en el año 2000.